# François Brousseau
Pour les articles homonymes, voir Brousseau.
 (janvier 2024).
Si vous disposez d'ouvrages ou d'articles de référence ou si vous connaissez des sites web de qualité traitant du thème abordé ici, merci de compléter l'article en donnant les références utiles à sa vérifiabilité et en les liant à la section « Notes et références ».
François Brousseau est un journaliste québécois. Il est le chroniqueur-analyste de Radio-Canada pour les affaires internationales et signe une chronique hebdomadaire pour le quotidien Le Devoir. Il est le fils du comédien Jean Brousseau.

## Carrière

### 1991 à 1997
Durant cette période, François Brousseau exerce la fonction de reporteur puis d'éditorialiste aux affaires internationales au journal le Devoir.

### 1997 à 2000
Entre 1997 et 2000, le journaliste entreprend un changement de carrière pour œuvrer dans le domaine des communications. Pendant ces trois années, il exercera la fonction de directeur des communications à la Délégation générale du Québec à New York. Après ce mandat, il revient à Montréal pour renouer avec le journalisme.

### 2001-2002
François Brousseau retourne au métier de journaliste en tant que reporteur pour le magazine L'Actualité.

#### 2002
En 2002, François Brousseau entre à l'emploi de la première chaine de Radio-Canada, pour laquelle il œuvre toujours en tant que chroniqueur-analyste pour les affaires internationales.

### 2003-2004
Durant ces deux années, le journaliste est responsable de la revue de presse internationale quotidienne pour l'émission Maisonneuve en direct sur la chaine radio de Radio-Canada.

### 2004 à 2007
Entre 2004 et 2007, François Brousseau est responsable des affectations des correspondants, envoyés spéciaux et collaborateurs à l'information internationale pour les nouvelles à la radio de Radio-Canada. Il tient aussi une chronique hebdomadaire pour le quotidien Le Devoir entre 2005 et 2007.

### 2007 à aujourd'hui
Le journaliste exerce la fonction de chroniqueur-analyste chez Radio-Canada mais signe aussi une chronique hebdomadaire traitant d'affaires internationales pour le quotidien Le Devoir.

## Expérience à l'étranger
En tant que reporteur, principalement dans le cadre de son travail pour le quotidien Le Devoir, François Brousseau a eu à se déplacer dans de nombreux pays. Entre autres, il a visité des pays tels que : Haïti, l'Italie, la Pologne, l'ex-Tchécoslovaquie, l'ex-Yougoslavie, Cuba. Il a aussi visité les régions d'Israël et de Taïwan. De plus, son travail l'a amené à interviewer plusieurs personnalités importantes telles que : Mikhaïl Gorbatchev, Lech Wałęsa, Jean-Bertrand Aristide, Shimon Peres, Ariel Sharon, José Ramos-Horta, Oscar Arias et Giulio Andreotti.

## Prix et Bourses
En 1994, il reçoit la Bourse Michener pour journaliste, qui lui permet d'entreprendre un séjour en Italie d'où il rapporte plusieurs reportages.
En 2002, il est récipiendaire d'un National Magazine Award pour l'article Sommes-nous seuls dans l'univers?, dans la catégorie science et technologie, paru en août 2001 dans le magazine L'Actualité.